# All-Ireland Senior Hurling Championship
L'All-Ireland Senior Hurling Championship è la principale competizione irlandese di hurling per prestigio. Si tiene dal 1887, vi partecipano le 13 rappresentative delle contee più forti e il trofeo in palio è la Liam McCarthy Cup. Il torneo, che si disputa nei mesi estivi, vede il proprio epilogo alla seconda domenica di settembre, quando si tiene la finale che si disputa sempre a Croke Park. Se fino agli 90 il torneo era aperto solo ai campioni provinciali si è poi espanso, includendo anche un sistema di ripescaggio.
La squadra con più vittorie della storia è Kilkenny, seguita da Cork e Tipperary. Queste squadre vengono riconosciute come " The holy three" e hanno vinto il torneo 89 volte nel complesso.
La CNN ha posto la competizione al secondo posto, tra le manifestazioni sportive a livello mondiale da vedere dal vivo, dietro solamente ai Giochi olimpici e davanti persino alla UEFA Champions League e al Mondiale di calcio.

## Formato
Il formato dal 2008 in poi prevede queste squadre (cui dal 2010 si aggiungerà Carlow):
- Leinster: Dublin, Kilkenny, Laois, Offaly, Wexford
- Munster: Clare, Cork, Limerick, Tipperary, Waterford
- Connacht: Galway
- Ulster: Antrim

Provincial championships
I torneo del Munster, Leinster ed Ulster saranno giocati come al solito.
Qualificazioni All-Ireland
Fase 1 (1 partita): Si tiene una sfida tra Antrim e Galway.
Fase 2 (2 partite): la squadra che vince questa partita sfida la perdente del primo turno del Leinster Championship mentre quella che perde sfida quella che perde la prima partita dal Munster Championship.
Fase 3 (2 partite): le semifinaliste perdenti dei due tornei (Munster e Leinster) si sfidano. Non si possono incontrare team della stessa provincia.
Fase 4 (2 partite): le vincitrice della fase 2 incontrano i trionfatori della fase 3. Le vincenti accedono all'All-Ireland series.
All-Ireland Series
Quarti di finale preliminari (2 partite): Le squadre terze classificate nei campionati di Leinster e Munster affrontano i campioni e i secondi classificati della Joe McDonagh Cup. Due squadre vengono eliminate in questa fase, mentre le vincitrici accedono ai quarti di finale.
Quarti di finale (2 partite): Le vincitrici dei quarti di finale preliminari si uniscono alle seconde classificate di Leinster e Munster per formare gli accoppiamenti dei quarti di finale. Le squadre che si sono già incontrate nei campionati provinciali disputano quarti di finale separati. Due squadre vengono eliminate in questa fase, mentre le vincitrici accedono alle semifinali.
Semifinali (2 partite): Le vincitrici dei quarti di finale si uniscono alle campionesse di Leinster e Munster per formare gli accoppiamenti delle semifinali. Le squadre che si sono già incontrate nei campionati provinciali vengono tenute in semifinali separate, ove possibile. Due squadre vengono eliminate in questa fase, mentre le vincitrici accedono alla finale.
Finale (1 partita): si sfidano in questa partita le due squadre vincitrici delle semifinali.

## Sponsor
Ecco l'elenco degli sponsor del torneo:
- 1995–2008: Guinness (The Guinness Hurling Championship)
- 2008–2009: RTÉ, Etihad Airways, Guinness (The GAA Hurling All-Ireland Championship)
- 2010–2012: Centra, Etihad Airways, Guinness (The GAA Hurling All-Ireland Championship)
- 2013–2016: Centra, Etihad Airways, Liberty Insurance (The GAA Hurling All-Ireland Championship)
- 2017–2019: Centra, Littlewoods Ireland, Bord Gáis Energy (The GAA Hurling All-Ireland Championship)

## Vincitori
Kilkenny è la squadra che ha vinto più titoli All-Ireland, 36, così come quella che ha perso più finali, in tutto 29. Tre squadre hanno vinto il trofeo quattro volte di fila: Cork (1941-1944), Kilkenny (2006-2009) e Limerick (2020-2023).
|    | Squadra   | Vittorie | Ultima vittoria | Finalista | Ultima finale persa |
| -- | --------- | -------- | --------------- | --------- | ------------------- |
| 1  | Kilkenny  | 36       | 2015            | 29        | 2023                |
| 2  | Cork      | 30       | 2005            | 22        | 2025                |
| 3  | Tipperary | 29       | 2025            | 13        | 2014                |
| 4  | Limerick  | 12       | 2023            | 9         | 2007                |
| 5  | Dublino   | 6        | 1938            | 15        | 1961                |
| 5  | Wexford   | 6        | 1996            | 11        | 1977                |
| 7  | Galway    | 5        | 2017            | 20        | 2018                |
| 8  | Clare     | 5        | 2024            | 3         | 2002                |
| 9  | Offaly    | 4        | 1998            | 3         | 2000                |
| 10 | Waterford | 2        | 1959            | 6         | 2020                |
| 11 | Londra    | 1        | 1901            | 3         | 1903                |
| 11 | Laois     | 1        | 1915            | 2         | 1949                |
| 11 | Kerry     | 1        | 1891            | 0         | -                   |
| 14 | Antrim    | 0        | -               | 2         | 1989                |

## Vittorie per provincia
Questa è invece la lista delle vittorie per provincia.
|   | Provincia | Vittorie | Ultima | Maggior vincitore | Vittorie |
| - | --------- | -------- | ------ | ----------------- | -------- |
| 1 | Munster   | 79       | 2025   | Tipperary         | 29       |
| 2 | Leinster  | 53       | 2015   | Kilkenny          | 36       |
| 3 | Connacht  | 5        | 2017   | Galway            | 5        |
| 4 | Ulster    | 0        | -      | 0                 | -        |

## Organizzazione del torneo nazionale nel 2025

### Livello 1: Liam McCarthy Cup
| County Board | Provincia | Provincial championships |
| ------------ | --------- | ------------------------ |
| Antrim       | Ulster    | Leinster                 |
| Carlow       | Leinster  | Leinster                 |
| Clare        | Munster   | Munster                  |
| Cork         | Munster   | Munster                  |
| Dublin       | Leinster  | Leinster                 |
| Galway       | Connacht  | Leinster                 |
| Kilkenny     | Leinster  | Leinster                 |
| Limerick     | Munster   | Munster                  |
| Offaly       | Leinster  | Leinster                 |
| Tipperary    | Munster   | Munster                  |
| Waterford    | Munster   | Munster                  |
| Wexford      | Leinster  | Leinster                 |

### Livello 2: Joe McDonagh Cup
- Carlow
- Down
- Kerry
- Kildare
- Laois
- Westmeath

### Livello 3: Christy Ring Cup
- Derry
- Donegal
- London
- Meath
- Tyrone
- Wicklow

### Livello 4: Nicky Rackard Cup
- Armagh
- Fermanagh
- Louth
- Mayo
- New York
- Roscommon
- Sligo

### Livello 5: Lory Meagher Cup
- Cavan
- Lancashire
- Leitrim
- Longford
- Monaghan
- Warwickshire